# Chionaspis styracis
Chionaspis styracis är en insektsart som beskrevs av Liu, Kosztarab in Liu, Kosztarab och Rhoades 1989. Chionaspis styracis ingår i släktet Chionaspis och familjen pansarsköldlöss. Inga underarter finns listade i Catalogue of Life.